# Nisaetus floris
L'aquila dal ciuffo di Flores (Nisaetus floris (E.Hartert, 1898)) è un uccello rapace della famiglia degli Accipitridi.

## Descrizione
È un rapace di media taglia, che raggiunge lunghezze di 60–80 cm.

## Distribuzione e habitat
L'areale di Nisaetus floris è ristretto ad alcune isole facenti parte dell'arcipelago indonesiano delle Piccole Isole della Sonda: oltre che sull'isola di Flores, da cui prende il nome, la specie è stata segnalata a Sumbawa, Lombok, Satonda, Rinca, Komodo e Alor.

## Conservazione
Per la ristrettezza del suo areale, stimato complessivamente in circa 40 km2, e per la esiguità della popolazione esistente, formata da 150-360 esemplari in totale, la IUCN Red List classifica Nisaetus floris come specie in pericolo critico di estinzione (Critically Endangered).